# Tag- und Nachtseite
Als Tagseite bezeichnet man in der Astronomie die von der Sonne beschienene Seite eines Himmelskörpers, also beispielsweise eines Planeten, Mondes oder auch eines Kometen. Das Gegenstück dazu ist die Nachtseite, also die von der Sonne abgewandte Seite eines Himmelskörpers. Die Begriffe werden auch für Exoplaneten verwendet, in diesem Fall übernimmt deren Zentralgestirn die Rolle der Sonne.
Insbesondere der Begriff „Nachtseite“ wird häufig im übertragenen Sinn verwendet. Teilweise liegt die Bedeutung dabei nahe dem Begriff „Schattenseite“. Sehr bekannt ist in diesem Zusammenhang Gotthilf Heinrich von Schubert (1780–1860), der über die Nachtseiten der Naturwissenschaft referierte. Die „Tagseite der Naturwissenschaft“ ist laut Schubert die von der menschlichen Vernunft erleuchtete Seite der Natur. Die Nachtseite seien die Erscheinungen der Natur, die von der Vernunft nicht erfasst werden und nur durch das Gefühl vermittelt werden können und deshalb unbestimmt im Dämmerlicht liegen und darum für das aufgeklärte Bewusstsein in den Bereich des Aberglaubens verwiesen oder als pathologisch angesehen werden.